# Catedrala Patriarhală din București
Catedrala Patriarhală este o biserică din București, situată pe Dealul Patriarhiei, ctitorită de voievodul Constantin Șerban și soția acestuia, Bălașa, între anii 1654-1658. Biserica, purtând hramul Sfinții Împărați Constantin și Elena, a fost sfințită în timpul lui Mihnea al III-lea în anul 1658. În anul 1668 sediul Mitropoliei Ungrovlahiei a fost mutat de la Târgoviște la București, iar lăcașul a devenit catedrală mitropolitană. Din anul 1925 lăcașul a fost catedrală patriarhală.
Catedrala Patriarhală din București este inclusă în Lista monumentelor istorice din România, având codul de clasificare  B-II-m-A-18571.01.

## Istoric
Nu s-au păstrat date despre meșterul care a coordonat construirea edificiului, singurele nume păstrate fiind cele ale dregătorilor care au supravegheat ridicarea bisericii: logofătul Radu Dudescu și Gheorghe Sufariu.

## Descriere
Biserica a fost restaurată de mai multe ori, în 1792-1799, 1834-1839, 1850, 1886, 1932-1935, motiv pentru care în prezent construcția nu mai păstrează forma originală, de-a lungul timpului aducându-i-se diverse completări și ajustări. 
Biserica adăpostește moaștele Sfântului Dimitrie Basarabov (Sf. Dimitrie cel Nou), așezate într-o raclă de argint, aduse din Bulgaria la data de 13 iulie 1774.
În prezent, catedrala este integrată în „Ansamblul patriarhal”, compus din:
- Catedrala Patriarhală „Sf. Împărați Constantin și Elena” - cod LMI  B-II-m-A-18571.01
- Turnul clopotniță - cod LMI  B-II-m-A-18571.02
- Paraclisul și Reședința Patriarhală - cod LMI  B-II-m-A-18571.03
- Palatul Patriarhei, fostul sediu al Camerei Deputaților - cod LMI  B-II-m-B-18571.04

## Imagini

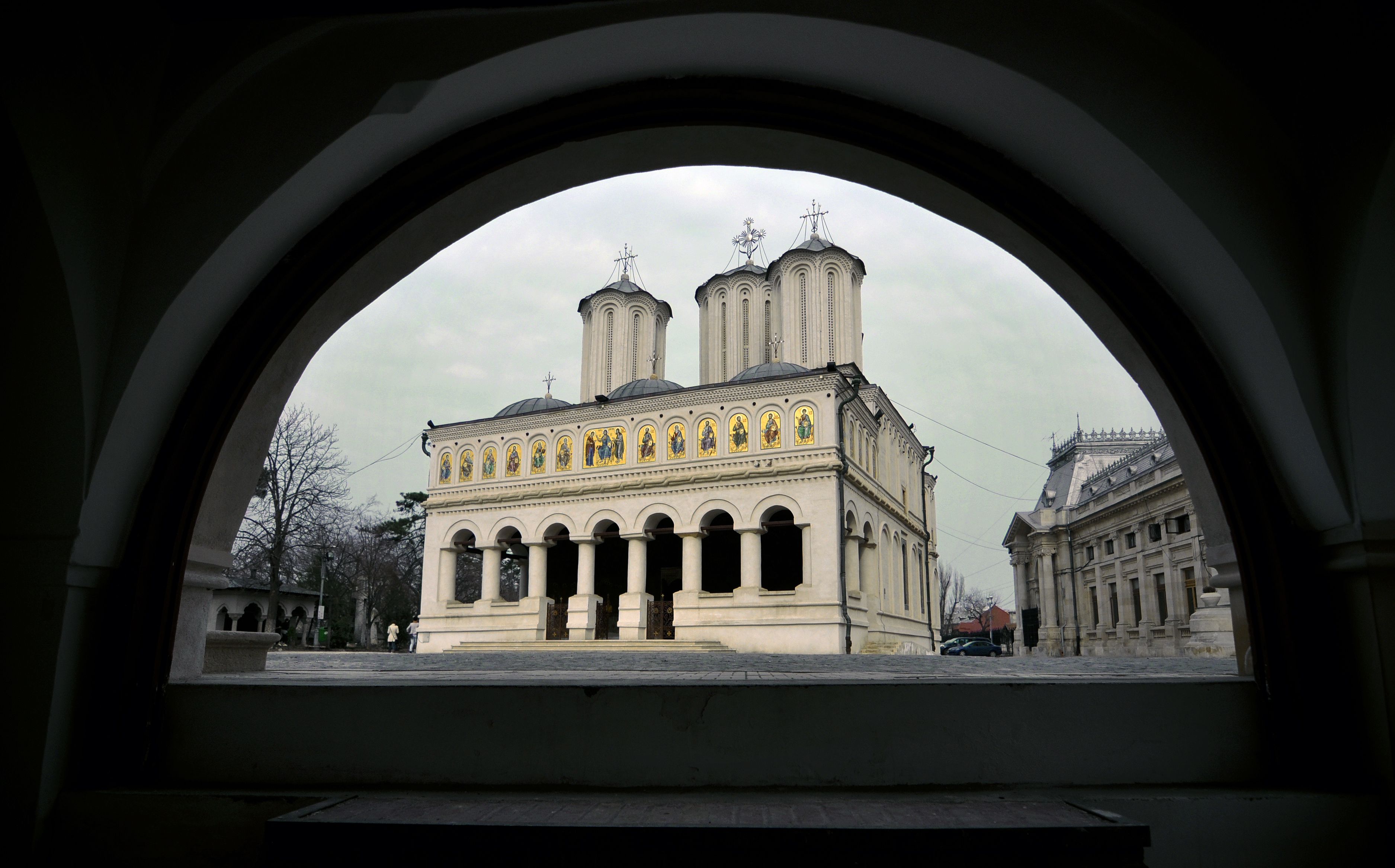
Catedrala Patriarhală
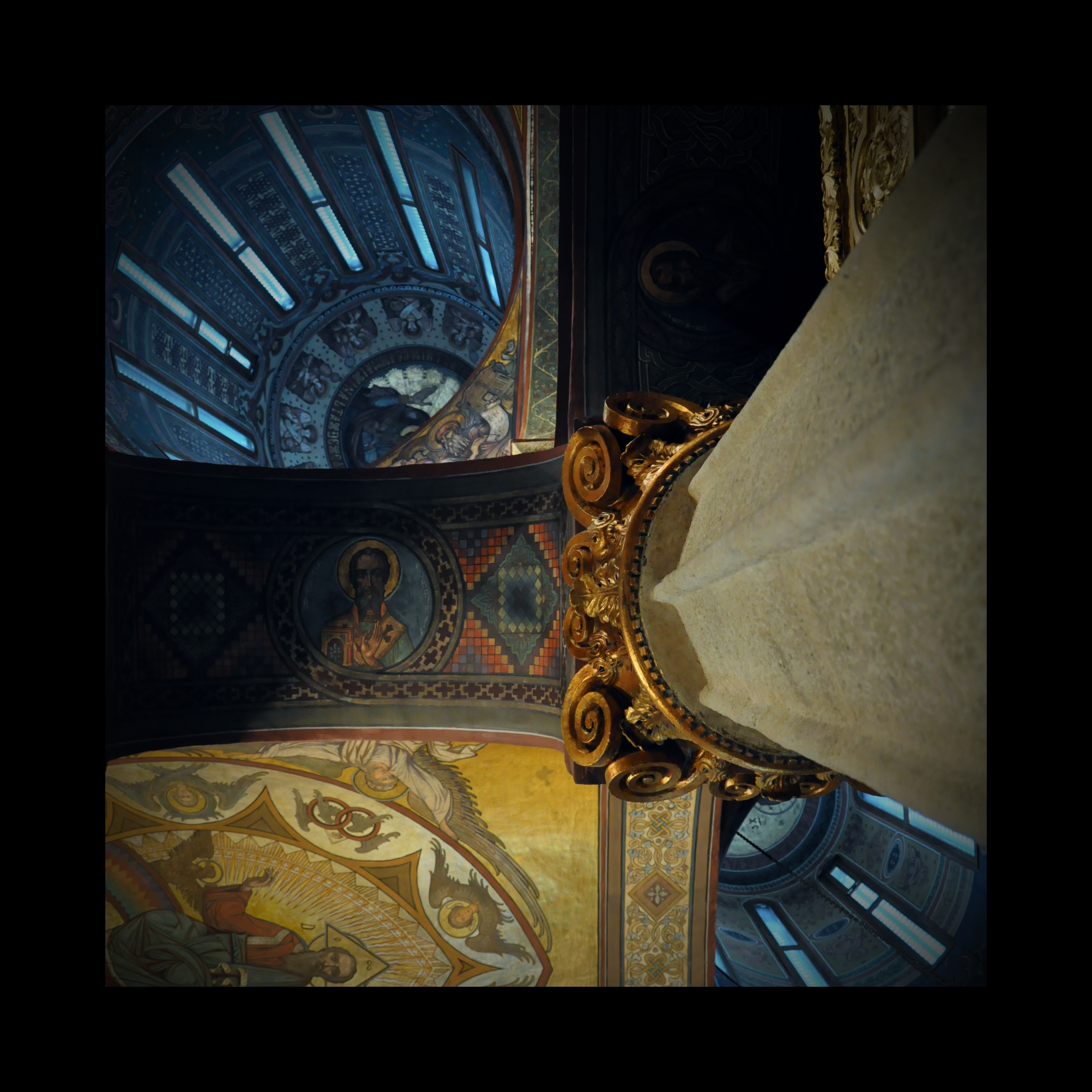
Catedrala Patriarhală - interior
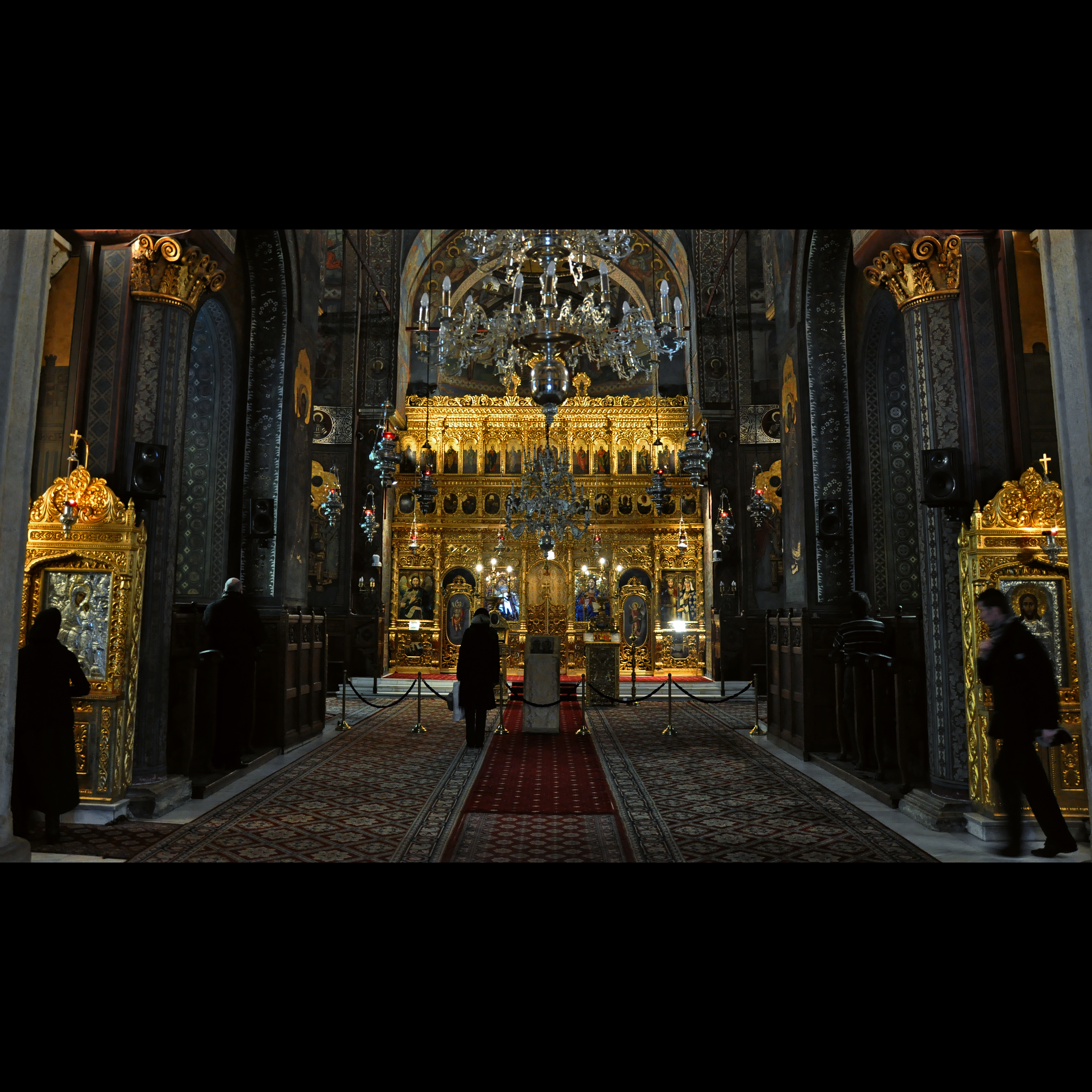
Catedrala Patriarhală - vedere din naos